# Jorge Arteaga
Jorge Fausto Arteaga Castillo (Lima, 29 dicembre 1966) è un ex calciatore peruviano, di ruolo difensore.

## Caratteristiche tecniche
Giocava come difensore centrale.

## Carriera

### Club
Vinse due campionati nazionali con lo Sporting Cristal (1988 e 1991).

### Nazionale
Giocò 19 partite tra il 1989 e il 1993.

## Palmarès

### Club

#### Competizioni nazionali
- Campionato peruviano: 2

Sporting Cristal: 1988, 1991